# 貝倫賴特出版社
骑熊士出版社，是一家位於德國卡塞爾的出版社。。

## 沿革
1923年，卡爾·沃特勒創立了骑熊士出版社，公司起初的地點位於奥格斯堡，1927年遷至卡賽爾現址。

## 業務
1951年起，骑熊士出版社將大部分的資源投入作曲家作品全集的編纂與出版，這些工作是在專業音樂歷史學者的努力之下，根據作品手稿、史料等嚴謹的資料所完成。目前，已完成的（以及持續出版中的）作品全集包括：巴赫、白遼士、葛路克、亨德尔、楊納傑克、莫扎特、罗西尼、舒伯特以及泰勒曼等人。

## 組織架構
該社現時由芭芭拉·沃特勒（Barbara Vötterle，創辦人後代）以及丈夫倫納德·舒依許（Leonhard Scheuch）負責運營。

### 分社
骑熊士出版社在瑞士巴賽爾、英國倫敦以及捷克布拉格等城市設有分社。

### 參照
1. ↑  .   [2020-07-29]. （原始内容存档于2014-02-24）.

## 外部連結
- 骑熊士出版社的官方网站 （页面存档备份，存于）
- 骑熊士出版社的免费乐谱，由国际乐谱典藏计划提供